# Biệt thự Petschek

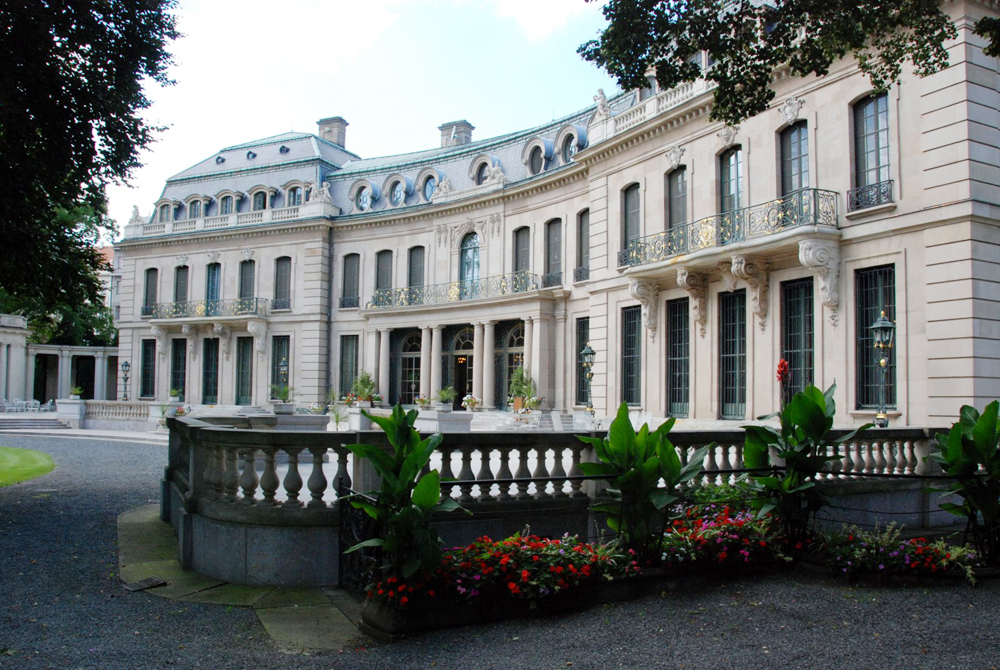
Biệt thự Petschek

Biệt thự Petschek là toà nhà nguy nga, tráng lệ thuộc sở hữu của một nhà công nghiệp Châu Âu có tên là Otto Petschek. Tòa nhà được xây dựng vào đầu những năm 1920 ở thủ đô Praha. Từ năm 1945, Petschek là nơi ở của các Đại sứ Hoa Kỳ tại Tiệp Khắc (ngày nay là Cộng hòa Séc).

## Lịch sử

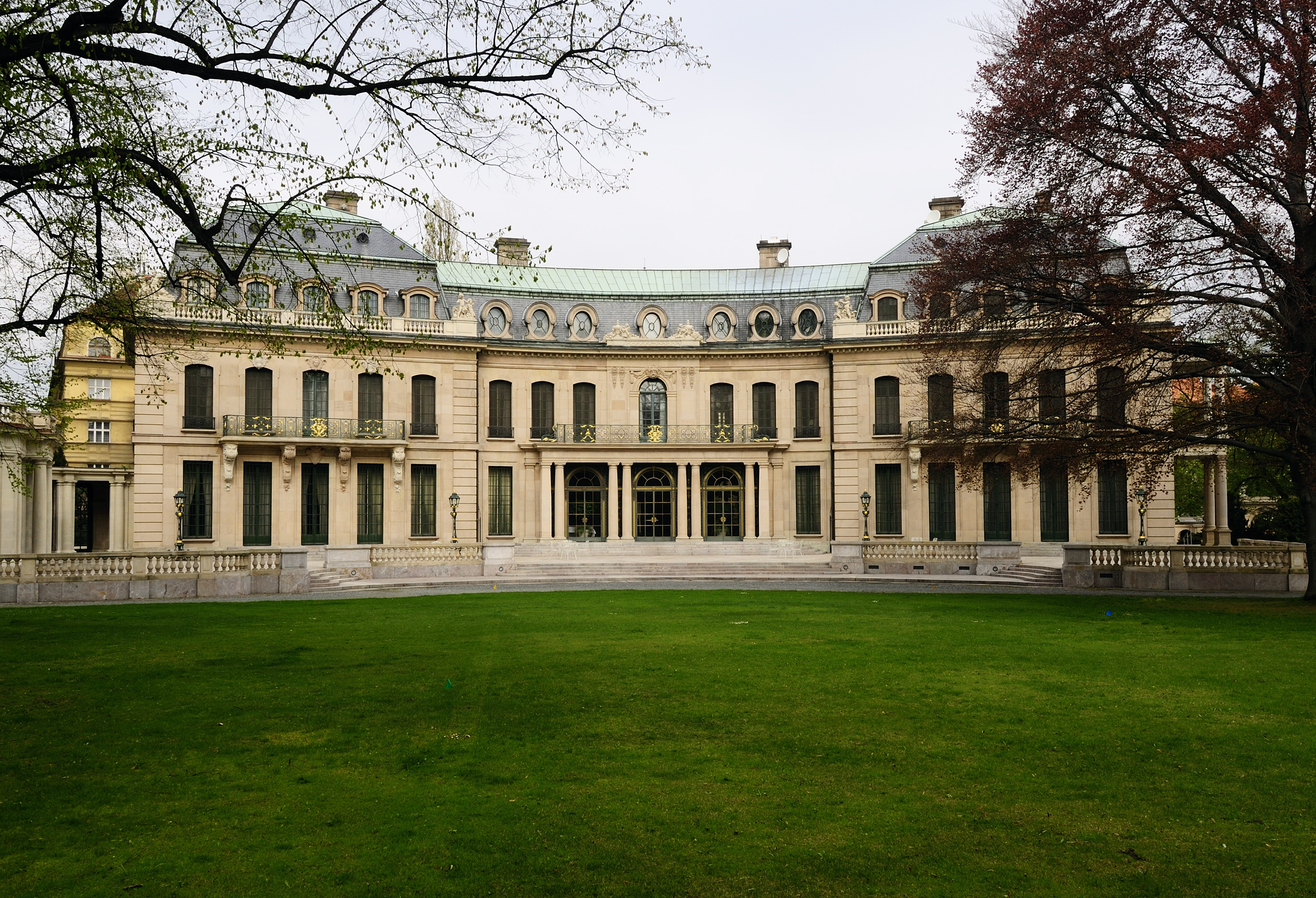
Biệt thự Petschek

Ban đầu, biệt thự Petschek được xây dựng và thuộc sở hữu bởi Otto Petschek. Ông được biết đến là thành viên của một gia đình Do Thái nói tiếng Đức. Ông là người tài năng và có sở thích đầu tư tài chính vào các mỏ than và ngân hàng. Vào năm 1938, vì lo sợ bị phát xít Đức xâm chiếm, gia đình Petschek quyết định rời khỏi căn biệt thự nhập cư vào Hoa Kỳ.
Trong thời kỳ Tiệp Khắc bị chiếm đóng bởi phát xít Đức, biệt thự Petschek trở thành nơi ở của tướng Rudolf Toussaint - người chỉ huy các đội quân của Đức đang chiếm đóng trên lãnh thổ cộng hòa Séc. Vào cuối Chiến tranh thế giới thứ hai, phát xít Đức bại trận trước Hồng quân Liên Xô nên biệt thự được trao trả cho địa phương. Sau đó nó trở thành Tổng hành dinh cho Bộ Tổng tham mưu Tiệp Khắc.
Năm 1945, đại diện Đại sứ Hoa Kỳ - ngài Laurence Steinhardt, đã ký thỏa thuận thuê lại biệt thự từ Bộ Quốc phòng Tiệp Khắc và nó chính thức trở thành Dinh thự Đại sứ Hoa Kỳ. Năm 1948, chính phủ Mỹ mua lại biệt thự cùng các tòa nhà liền kề để sử dụng làm văn phòng cho Bộ Tham mưu và Phó Chánh văn phòng với giá 1.570.000 USD.

## Kiến trúc

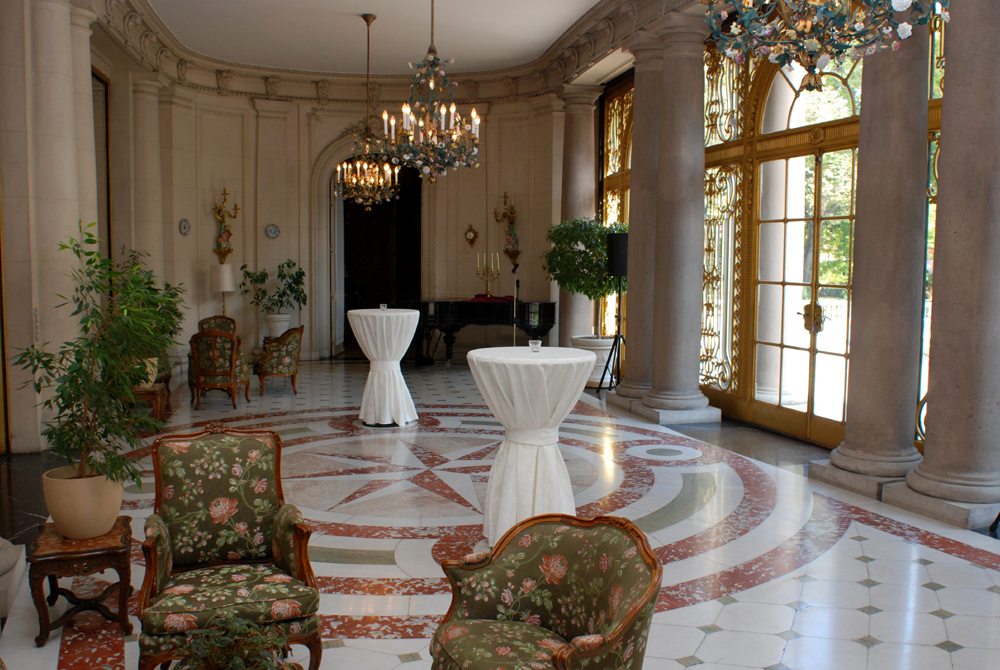
phía bên trong

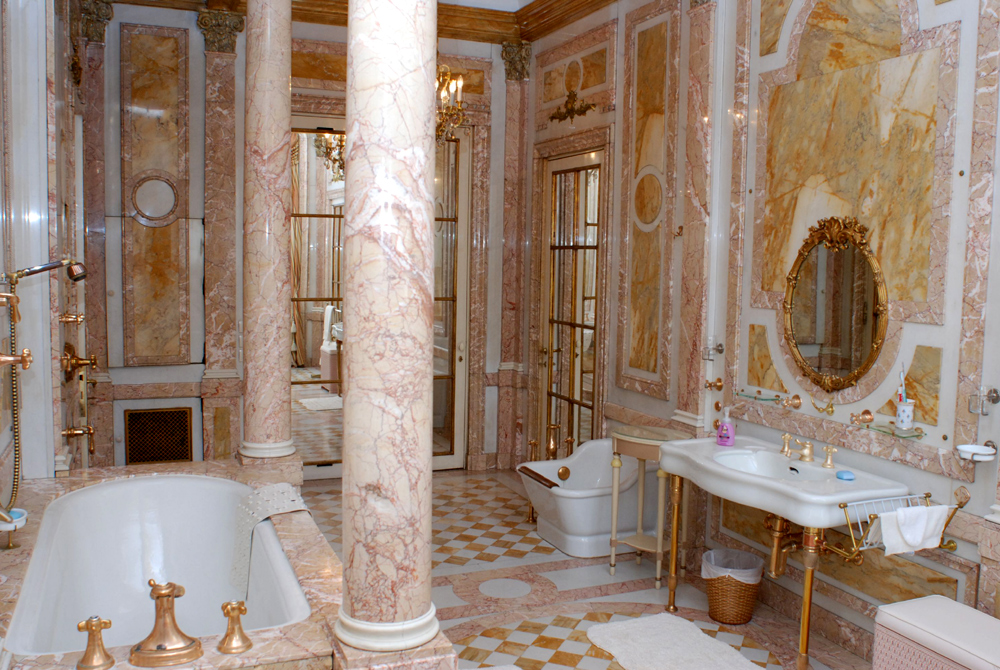
phía bên trong

Kiến trúc của biệt thự Petschek được thiết kế bởi kiến trúc sư nổi tiếng Max Spielmann, xây dựng bởi công ty xây dựng Matěj Blecha từ năm 1924 và hoàn thành năm 1930.

## Cung điện cuối cùng
Vào năm 2018, ngài Norman L. Eisen - Đại sứ Hoa Kỳ tại Cộng hòa Séc dưới thời tổng thống Obama, đã công bố tài liệu lịch sử của Biệt thự Petschek. Tài liệu này mang tên "Cung điện cuối cùng: Thế kỷ hỗn loạn của châu Âu trong Năm kiếp và Một ngôi nhà huyền thoại".